# آخرین سیندرلا
آخرین سیندرلا (انگلیسی: Last Cinderella) یک مجموعه تلویزیونی ژاپنی محصول ۲۰۱۳ است که از ۱۱ آوریل تا ۲۰ ژوئن ۲۰۱۳ از تلویزیون فوجی پخش شد. در آن بازیگرانی چون ریوکو شینوهارا، هاروما میورا، نائوهیتو فوجیکی و نن اوتسوکا حضور دارند.